# Krig och fred (TV-serie, 2007)
Krig och fred (franska: Guerre et Paix, italienska: Guerra e pace) är en fransk-italiensk miniserie från 2007 i fyra delar baserad på Lev Tolstojs romanserie med samma namn, och utspelar sig under Napoleonkrigen. Filmatiseringen har visats i flera europeiska länder, däribland Italien, Frankrike, Ryssland och Sverige. Produktionen har beräknats kosta 26 miljoner Euro.
Natasja Rostova, spelad av Clémence Poésy, är en ung och vacker rysk flicka som bor i ett palats med sin familj och hon skall gifta sig med fursten Andrej Bolkonskji (Alessio Boni).

## Medverkande (i urval)
- Clémence Poésy
- Alessio Boni
- Alexander Beyer
- Malcolm McDowell
- Dmitri Isayev
- Brenda Blethyn